# Robert Chef d'Hôtel
Robert Chef d'Hôtel (Numea, 2 febbraio 1922 – Saint-Jean-en-Royans, 19 ottobre 2019) è stato un velocista e mezzofondista francese, specializzato nei 400 metri piani e negli 800 metri piani.

## Palmarès
- Giochi olimpici

Londra 1948: argento nella staffetta 4×400 metri.
- Europei

Oslo 1946: oro nella staffetta 4×400 metri.